# ST-Ericsson
ST-Ericsson  був міжнародним виробником бездротових продуктів і напівпровідників, що постачає виробникам мобільних пристроїв. ST-Ericsson було спільним підприємством Ericsson і STMicroelectronics у співвідношенні 50/50, заснованим 3 лютого 2009 року та ліквідованим 2 серпня 2013 року. Зі штаб-квартирою в Женеві, Швейцарія, це була безфабрична компанія, яка передала виробництво напівпровідників на аутсорсинг ливарним компаніям.
І Ericsson, і STMicroelectronics призначили чотирьох директорів до ради з Гансом Вестбергом, президентом і генеральним директором Ericsson, який обіймає посаду голови ради та Карло Бозотті, президентом і генеральним директором STMicroelectronics, віце-головою.
Компанія ST-Ericsson, зареєстрована в Швейцарії та зі штаб-квартирою в Женеві, надаdfла роботу близько 6700 чоловікам по всьому світу, понад 85% з яких працююdfkb у сфері досліджень і розробок. Основні центри ST-Ericsson знаходилися у Франції, Швейцарії, Швеції, Фінляндії, Німеччині, Великій Британії, Індії, Сінгапурі, Китаї, Японії та Південній Кореї.

## Історія
ST-Ericsson було створено 3 лютого 2009 року, коли STMicroelectronics і Ericsson завершили злиття Ericsson Mobile Platforms і ST-NXP Wireless у спільне підприємство 50/50.
20 серпня 2008 року STMicroelectronics і Ericsson оголосили про свою зацікавленість об'єднати свої підприємства з виробництва бездротових напівпровідників. ST представила свої мультимедійні продукти та мережі продукти, а також свою платформу 2G/EDGE та пропозицію 3G. Ericsson представив свою технологію платформи 3G і 3GPP Long Term Evolution (LTE). Злиття відбулося після існуючої стратегічної співпраці між Ericsson Mobile Platforms і ST-NXP Wireless.
У 2001–2012 рр. у Ericsson також було підприємство з Sony під назвою Sony Ericsson.
11 грудня 2012 року ST-Ericsson опинилася на межі ліквідації після того, як її материнська компанія STMicroelectronics вирішила вийти з СП, посилаючись на втрату частки ринку через те, що ST-Ericsson не вдалося досягти беззбитковості. З моменту створення ST-Ericsson у 2009 році STMicroelectronics опустився з 5 до 7 у світових рейтингах напівпровідникових компаній.
18 березня 2013 року материнські компанії оголосили, що спільне підприємство має бути закрито, а материнські компанії переймуть частину, але не всю, його роботу та продукти.
28 травня 2013 року ST-Ericsson оголосила, що продасть активи та права інтелектуальної власності на глобальну навігаційну супутникову систему мобільного підключення (GNSS) компанії Intel за 90 мільйонів доларів. Це сталося після оголошення, які компанії зробили 18 березня 2013 року щодо обраного стратегічного варіанту майбутнього спільного підприємства. 
5 серпня 2013 року Ericsson (NASDAQ:ERIC) і STMicroelectronics (NYSE:STM) оголосили про закриття транзакції щодо поділу ST-Ericsson. Це сталося після оголошення, яке компанії зробили 18 березня 2013 року щодо обраного стратегічного варіанту майбутнього спільного підприємства.
Починаючи з 2 серпня 2013 року Ericsson взялася за проєктування, розробку та продаж рішень для багатомодового тонкого модему LTE, включаючи сумісність 2G, 3G та 4G. ST взяла на себе наявні продукти ST-Ericsson, окрім багатомодових тонких модемів LTE, рішення для підключення GNSS (Глобальна навігаційна супутникова система), продане третій стороні, пов’язаний бізнес, а також певні складальні та випробувальні засоби.

### ST-NXP Wireless
ST-NXP Wireless, спільне підприємство, що складається з бездротових операцій STMicroelectronics і NXP Semiconductors, розпочало роботу 2 серпня 2008 року. NXP і STMicroelectronics оголосили 10 квітня 2008 року, що вони об'єднають свої бездротові операції в 2G, 2,5G, 3G, мультимедіа, підключення та майбутні бездротові технології. Об’єднане підприємство було створено з компаній, які разом володіли значними портфелями комунікаційних та мультимедійних патентів.
Колишній підрозділ напівпровідникової фірми Royal Philips Electronics, NXP було створено як незалежну компанію в 2006 році. STMicroelectronics було утворено в червні 1987 року в результаті злиття напівпровідникових компаній SGS Microelettronica з Італії та Thomson Semiconductors, напівпровідникового підрозділу французької Thomson.

### Ericsson Mobile Platforms
Ericsson Mobile Platforms була створена в 2001 році від Ericsson Mobile Communications під час європейської телекомунікаційної кризи приблизно в 2000 році. Це була компанія з обмеженою платформою після передачі всіх продуктів для телефонів Sony Ericsson, пізніше Sony Mobile. На момент створення ST-Ericsson, Ericsson Mobile Platforms налічував приблизно 3100 співробітників. Деякі з клієнтів EMPs були Flextronics, HTC, LG, NEC, Sagem, Sharp і, звичайно, Sony Ericsson. Основна увага в компанії була зосереджена протягом восьми років її існування на розробці платформи для UMTS. Їхні основні центри розробки були розташовані в Лунді, Швеція, а разом з іншими трьома центрами розробок у Бейзінгстоуку (Велика Британія) та Парк дослідницького трикутника, Північна Кароліна (США) та Нюрнберзі (Німеччина). Крім того, вона мала команди досліджень і розробок, продажі і підтримки клієнтів у Токіо (Японія), Шанхаї (Китай), Тайбеї (Тайвань), Сеулі (Південна Корея), Грімстад (Норвегія) та Нюрнберзі (Німеччина). Він надав технологію мобільного терміналу клієнтам, які хотіли розробляти та виробляти мобільні телефони для мобільних стандартів GPRS, EDGE та WCDMA. EMP та Ericsson в цілому передали ресурси органам стандартизації, таким як 3GPP, OMA, JCP та OMTP.

## Портфоліо та мобільні продукти

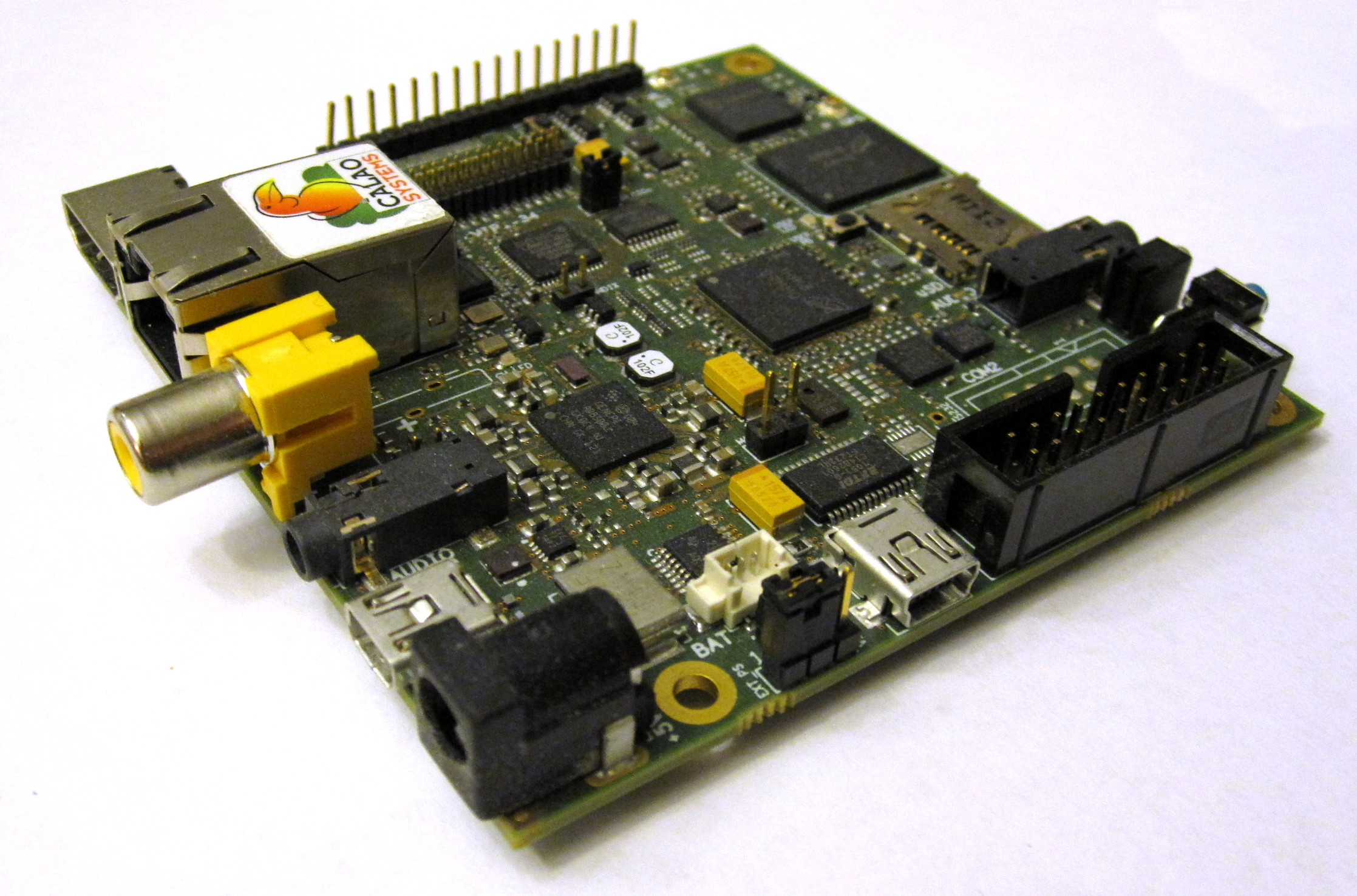
Snowball (одноплатний комп'ютер) є одноплатним комп'ютером у форм-факторі Nano-ITX з використанням SoC NovaThor версії A9500.

До того, як приєднатися до спільного підприємства, відділ бездротового зв’язку ST Microelectronics працював над платформою процесора прикладних програм Nomadik починаючи від моделі STn8800, який отримав нагороду Microprocessor Report Analysts' Choice Awards у 2003 році. Так само, частина компанії NXP працювала над продуктом під назвою Nexperia. Платформа Nomadik була обрана як відправна точка для розробки нових програмних процесорів у компанії.
3 жовтня 2008 року попередник Ericsson Mobile Platforms продемонстрував портативний прототип для LTE (четвертого покоління мобільного зв'язку). У цей час компанія заявила, що технологія з’явиться на ринку приблизно до 2011 року. У грудні 2009 року LTE-платформа мала назву: M710 і була представлена як багаторежимний пристрій, який також зможе працювати з HSDPA. 1 листопада 2010 року з'явилися заяви про продукт під назвою M700, і було сказано, що він забезпечуватиме швидкість передачі даних 100 Мбіт/с вниз по потоку і 50 Мбіт/с у вихідному. 
Починаючи з 15 лютого 2011 року компанія представила ціле сімейство продуктів:
- Серія програмних процесорів під торговою маркою Nova, таких як A9600, A9540 і A9500.
- Серія модемних продуктів під торговою маркою Thor, таких як M5720, M5730, M5780, M7300, M7400 і M7450.
- Серія комбінованих продуктів з програмним процесором і модемом під торговою маркою NovaThor, наприклад T5008, U4500, U8500, L9540, L8540 і L8580.

Багато з цих продуктів, схоже, не вийшли на ринок. У прес-релізі щодо останнього продукту L8580 згадується, що U8500 випускається масово і що L8540 доступний у зразках з кінця 2012 року. У квартальних результатах за четвертий квартал 2012 року зазначено, що протягом цього кварталу компанія відвантажила 10,7 мільйона одиниць U8500.
Китайська дочірня компанія ST-Ericsson, T3G, була придбана в грудні 2008 року і з 2003 року розробляє платформи для мобільного стандарту TD-SCDMA.

## Див. Також
- STMicroelectronics Small Shareholders’ Group (STM.S.S.G.)
- (фр.) Collectif Autonome et Démocratique de STMicroelectronics (CAD-ST) [Архівовано 10 серпня 2013 у Wayback Machine.]